# Svetislav Pešić
Svetislav Pešić (en serbio cirílico: Светислав Пешић; n. el 28 de agosto de 1949, en Novi Sad) es un entrenador de baloncesto serbio, nacionalizado alemán.

## Carrera profesional
Exjugador de baloncesto, ha forjado su prestigio como entrenador, siendo considerado uno de los mejores entrenadores del mundo. Ha triunfado como seleccionador, ganando un Campeonato mundial de baloncesto con Yugoslavia y dos Eurobasket, uno con Yugoslavia y otro con la selección de Alemania. A nivel de clubs ha conquistado una Euroliga con el F. C. Barcelona en 2003, una Copa Korac con el Alba Berlín en 1995 y la Eurocopa de la FIBA con el Akasvayu Girona en 2007, además de los más importantes títulos nacionales en España, Alemania y Yugoslavia.
Desde el año 2004 hasta el 2006 fue el entrenador del Lottomatica de Roma, de la Liga italiana. Tras las negociaciones transcurridas en dicho año con el multimillonario Akasvayu Girona y el Real Madrid, Pešić fichó finalmente por el Girona, del que se fue en el verano siguiente, tras sacar a la luz diversas divergencias con la junta administrativa de dicho club.
En junio de 2007 fichó por el Dinamo de Moscú de Rusia. En la temporada 2008/09 dirigió al Estrella Roja de Belgrado y el 16 de noviembre de 2010 firmó un contrato hasta final de temporada con el Power Electronics Valencia
Pesic vuelve a entrenar en 2011 al Estrella Roja de Belgrado de su país natal. En febrero de 2012 acepta el puesto para entrenar a la Selección de baloncesto de Alemania. Este cargo ya lo ocupó 1987 y 1993, poniendo una guinda excepcional a su estancia en el banquillo germano con una sorprendente medalla de oro en el Eurobasket de 1993.
Desde 2012 a 2016 fue entrenador del Bayern Múnich.
El 9 de febrero de 2018 y tras más de trece años y medio de su primera época en el Fútbol Club Barcelona regresa al equipo azulgrana, para hacerse con las riendas del club hasta final de la temporada. Tras solo cuatro partidos oficiales en su regreso a Barcelona (uno de liga ACB y tres de Copa del Rey), logra hacer campeón a los azulgrana, contra todo pronóstico, de la Copa del Rey, venciendo en la final al Real Madrid por 90-92. En la temporada siguiente revalida el título de la Copa del Rey ante el Real Madrid por un ajustado marcador de 94-93.
El 1 de julio de 2020, solo un día después de perder la Liga ACB 2019-20 ante el Kirolbet Baskonia, fue cesado como entrenador barcelonista, pese a que todavía le quedaba un año de contrato.
Hay que mencionar que Pešić tiene también la nacionalidad alemana, al igual que su hijo Marko, ex internacional con la selección teutona y desde 2011 director deportivo del Bayern de Múnich.

## Trayectoria como jugador
- KK Pirot (Yugoslavia): 1964-67.
- Partizan Belgrado (Yugoslavia): 1967-71.
- Bosna Sarajevo (Yugoslavia): 1971-79.

## Palmarés como jugador
- 1 Euroliga: 1979, con el Bosna Sarajevo.[6]
- 1 Liga de Yugoslavia: 1977-78, con el Bosna Sarajevo.
- 1 Copa de Yugoslavia: 1977-78, con el Bosna Sarajevo.

## Trayectoria como entrenador
- Bosna Sarajevo: 1980-87.
- Selección nacional de baloncesto de Yugoslavia Cadete y Junior: 1984-87.
- Selección nacional de Alemania: 1987-93.
- ALBA Berlin: 1993-00.
- Rhein Energy Colonia: 2001-02.
- Selección nacional de Yugoslavia: 2001-02.
- F. C. Barcelona: 2002-04.
- Lottomatica de Roma: 2004-06.
- Club Bàsquet Girona: 2006-07.
- MBC Dinamo Moscú: 2007-08.
- Estrella Roja de Belgrado: 2008-09.
- Power Electronics Valencia Basket Club: 2010-11.
- Estrella Roja de Belgrado: 2011-12.
- Selección nacional de Alemania: 2012-14.
- Bayern Múnich: 2012-16.
- F. C. Barcelona: 2018-20.
- Serbia: 2021-

## Palmarés como entrenador

### Títulos de Selección
- 1 Medalla de Oro en el Campeonato mundial de Baloncesto: Indianápolis 2002, con la selección nacional de Yugoslavia.
- 2 Medallas de Oro en el Eurobasket:

- 1 con la selección nacional de Alemania: Alemania 1993.
- 1 con la selección nacional de Yugoslavia: Turquía 2001.

- 1 Medallas de Oro en el Campeonato de Europa de Baloncesto Júnior: Gmunden 1986 y 1 Medallas de Oro en el Campeonato de Europa de Baloncesto Júnior Bormio 1987, con la selección nacional de Yugoslavia Junior.
- 1 Medalla de Oro en el Campeonato de Europa de Baloncesto Cadete: Rousse 1985, con la selección nacional de Yugoslavia Cadete.

### Títulos de Club
- Títulos internacionales:

- 1 Copa Korac: 1994-95, con el ALBA Berlin.
- 1 Euroliga: 2002-03, con el F. C. Barcelona.
- 1 Eurocopa de la FIBA: 2006-07, con el Akasvayu Girona.

- Títulos nacionales:

- En Alemania:

- 4 Ligas de Alemania: 1996-97, 1997-98, 1998-99 y 1999-00, con el ALBA Berlin.
- 1 Ligas de Alemania: 2013-14, con el Bayern Múnich.
- 2 Copa de baloncesto de Alemania: 1996-97 y 1998-99, con el ALBA Berlin.

- En España:

- 2 Liga ACB: 2002-03 y 2003-04, con el F. C. Barcelona.
- 3 Copas del Rey: 2003,  2018 y 2019 con el F. C. Barcelona.

- En Yugoslavia:

- 1 Liga de Yugoslavia: 1982-83, con el Bosna Sarajevo.
- 1 Copa de Yugoslavia: 1983-84, con el Bosna Sarajevo.

## Consideraciones personales
- Nombrado Entrenador del Año de la Basketball Bundesliga en las temporadas 1995-96, 1997-98 y 1998-99.
- Medalla al Mérito de la Federación Alemana de Baloncesto en 1994.